# Saad Bakhit Mubarak
Saad Bakhit Mubarak Al-Abadla (15 ottobre 1970) è un ex calciatore emiratino, di ruolo centrocampista.